# Полиприон-апуку
Полиприон-апуку (лат. Polyprion oxygeneios) — вид  лучепёрых рыб семейства полиприоновых (Polyprionidae). Морские придонные рыбы. Широко распространены в тропических и тёплых умеренных водах всех океанов Южного полушария. Максимальная длина тела 160 см.

## Описание
Тело массивное, высокое, покрыто ктеноидной чешуёй. Высота тела составляет 25—30% от стандартной длины тела. Голова большая; длина головы составляет 33—40% от стандартной длины тела. По верхнему краю жаберной крышки проходит продольный костный гребень, заканчивающийся сильным шипом. Глаза относительно небольшие, диаметр глаза составляет 15—17 % от длины головы. Рыло заострённое. Рот большой, косой; нижняя челюсть немного выступает вперёд. Ворсинкообразные зубы на челюстях, сошнике, нёбных костях и языке расположены широкими полосами. В длинном спинном плавнике 9—12 колючих и 11—12 мягких лучей; мягкая и колючая части разделены выемкой. Основания плавников покрыты чешуёй. В анальном плавнике три колючих и 9—11 мягких лучей. Грудные и брюшные плавники небольшие. Хвостовой плавник  усечённый или с небольшой выемкой. В боковой линии 77—98 чешуй, включая чешуи на основании хвостового плавника. Позвонков: 27, из них 13 туловищных и 14 хвостовых.
Взрослые особи стального цвета; тёмная окраска верхней части тела резко переходит в бледно-серебристую окраску нижней части. Хвостовой плавник однородного черноватого цвета, без бледных верхних и нижних кончиков. Остальные плавники тёмные, за исключением брюшных, которые имеют беловатый передний край. У пелагической молоди по бокам тела проходят 3 или 4 широкие вертикальные неправильные тёмные полосы.
Максимальная длина тела 160 см, обычно до 100 см; масса тела — до 100 кг.

## Биология
Морские придонные рыбы. Взрослые особи обитают вокруг глубоких рифов и каньонов на континентальном шельфе и верхней части склона на глубине 50—854 метров. Молодь обычно встречается в поверхностных водах, часто плавая среди дрейфующих водорослей; переходит к придонному образу жизни при длине тела 50—67 см в возрасте 3—4 года. Питаются придонными рыбами и крупными беспозвоночными. Максимальная продолжительность жизни точно не определена, по оценкам превышает 60 лет.
Самки и самки полиприона-апуки созревают (50% особей в популяции) при длине тела 76 и 70,2 см, соответственно; в возрасте 7,1 и 6,8 года. У берегов Западной Австралии нерестятся в мае — сентябре. 
Икра со средним диаметром 2 мм, с одной или несколькими жировым каплями. Средняя продолжительность эмбрионального развития составляет 1860 градусо-часов. Длина личинок при вылуплении 4,86 мм.

## Распространение
Широко распространены в тропических и тёплых умеренных водах всех океанов Южного полушария. Однако ареал прерывистый, и отмечено несколько областей распространения. Индийский океан: у берегов Южной Африки. Атлантический океан: от юга Бразилии до островов Тристан-да-Кунья. Западная часть Тихого океана и юго-восточная часть Индийского океана: умеренные воды Австралии от Сиднея (Новый Южный Уэльс) до острова Роттнест (Западная Австралия), включая Тасманию и Новую Зеландию. Восточная часть Тихого океана: Чили, острова Ислас-Десвентурадас, Хуан-Фернандес.